# Erdeneszant járás
Erdeneszant járás (mongol nyelven: Эрдэнэсант сум) Mongólia Központi tartományának egyik járása. Területe 3100 km². Népessége kb. 6200 fő.
Székhelye, Ulánhutag (Улаанхутаг) 240 km-re fekszik Dzúnmod tartományi székhelytől és 214 km-re Ulánbátortól.